# Clean Water Act
Pour les articles homonymes, voir Clean.

Le Clean Water Act (Loi sur la protection de l'eau, littéralement: loi sur l'eau propre) est une loi fédérale américaine portant sur la pollution des eaux. Elle a été adoptée en 1972 par le Congrès qui fut passée outre le veto du président Nixon.
Le 1er avril 2009, la Cour suprême a jugé, par 6 voix (Antonin Scalia, etc.) contre 3, dans Entergy Corp. v. Riverkeeper Inc. (en), que le Clean Water Act permet à l'Agence de protection de l'environnement (EPA) d'effectuer des analyses coût-bénéfices afin d'évaluer la nécessité, pour les centrales électriques, de mettre en œuvre des techniques plus protectrices de l'environnement,. La juge à la Cour d'appel pour le 2e circuit, Sonia Sotomayor, nommée par Barack Obama pour devenir juge à la Cour suprême, s'était opposée à une décision similaire en 2007.